# Maximilian Steinberg
Maksimilian Osséievitx (Óssipovitx) Xtéinberg, rus: Максимилиа́н Осе́евич (О́сипович) Ште́йнберг transcrit habitualment Maksimilian / Maximilian Steinberg (Vilnius, Lituània, 4 de juliol de 1883 - Sant Petersburg, Rússia, 22 de juny de 1946) fou un compositor rus.
Estudià en la Universitat i en el Conservatori de Sant Petersburg, i fou deixeble en aquest últim establiment de Rimski-Kórsakov i de Glazunov. Més tard fou nomenat professor de contrapunt i instrumentació d'aquell Conservatori on tingué entre altres alumnes a Dmitri Xostakóvitx, mGueorgui Rimski-Korsakov net del gran compositor del mateix cognom i als seus conciutadans Stasys Šimkus i Deixevov.
Les seves obres principals són:
- cinc simfonies;
- l'obertura Rusalka;
- Fantasia dramàtica, preludi per a orquestra;
- Variacions simfòniques;
- un ball escènic, i melodies vocals.

També és autor d'un Tractat d'instrumentació (1913) i va editar les obres postumes de Rimski-Kórsakov.